# دانیل بوریمیروف
دانیل بوریمیروف (بلغاری: Даниел Боримиров Борисов؛ زادهٔ ۱۵ ژانویهٔ ۱۹۷۰) بازیکن فوتبال اهل بلغارستان است.
از باشگاه‌هایی که در آن بازی کرده‌است می‌توان به باشگاه فوتبال لفسکی صوفیه و باشگاه فوتبال مونیخ ۱۸۶۰ اشاره کرد.
وی همچنین در تیم ملی فوتبال بلغارستان بازی کرده‌است.